# Daroca (Saragosse)
Pour les articles homonymes, voir Daroca et Saragosse (homonymie).

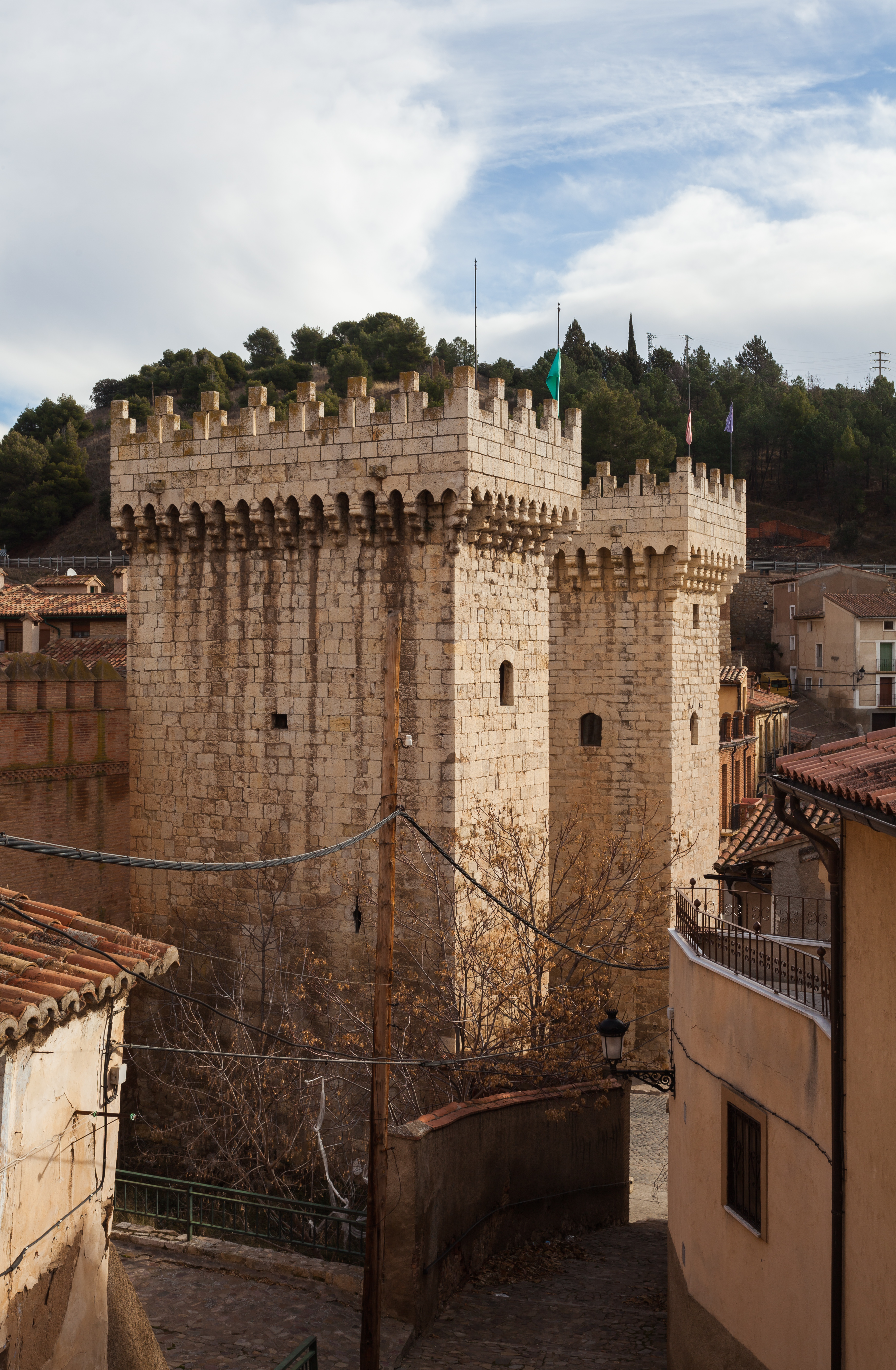
Puerta Baja

Daroca est une commune d’Espagne, dans la province de Saragosse, communauté autonome d'Aragon.

## Géographie
Elle se situe dans la cuenca de Calatayud, dans la dépression de la rivière Jiloca, à 797 mètres d'altitude, entre Saragosse et Teruel, non loin du terroir viticole de Cariñena.

## Histoire
La ville a été celte, puis romaine, puis arabe, puis indépendante, pour enfin devenir espagnole.
D'après certains auteurs, on appelait « Darek » le premier peuplement d'origine celtibérique. Les Romains l'appelèrent « Agiria », et y construisirent une forteresse pour défendre la via Laminium qui passe par le centre du village, allant de Saragosse à Valence.
Les Arabes la nommèrent « Calat-Darawca » en 862 et la possédèrent durant 400 ans, jusqu'à ce qu'Alfonse Ier le Batailleur la conquit en 1120. En 1141, il lui accorda ses premiers privilèges. Au XIIe siècle, Raimond-Bérenger IV lui concéda Fueros y Privilegios (Droits et privilèges) qui la convertirent en capitale de la fameuse Communauté de Daroca, de grande influence sociale et militaire durant tout le Moyen Âge.
Dans la ville coexistèrent trois groupes sociaux : chrétiens, Juifs et musulmans, qui profitaient des mêmes fueros y privilegios, mais avec des organisations sociales et ethniques séparées.
Elle a été prise aux Maures en 1123.
Après la mort de Charles II, Daroca embrassa en 1706 la cause du pretendiente austríaco, l'archiduc Charles III, contre les intérêts de la France incarnés par le duc d'Anjou, Philippe V. Elle fut enfin soumise au roi, ce qui mit fin à six années d'autonomie municipale.
Durant la Guerre d'indépendance espagnole, les troupes de Napoléon entrèrent dans Daroca en juin 1808. Elles détruisirent quelques bâtisses catholiques et y laissèrent une garnison permanente. Daroca a été libérée en août 1813.
La garnison permanente était notamment constituée de troupes issues du 81 ème RI (régiment d'infanterie) de ligne ayant fait la campagne d'Italie au Tyrol. Une partie des soldats de la garnison ont été faits prisonniers de guerre par les espagnols le 10 août 1813 lors de la reddition de Castillo de Daroca.

## Démographie
| 1991  | 1996  | 2001  | 2004  |
| ----- | ----- | ----- | ----- |
| 2 351 | 2 335 | 2 212 | 2 155 |

## Lieux et monuments
- Fortifications médiévales (plus de 4 kilomètres, en hauteur, sur le pourtour du village.)
- Portes des fortifications (Puerta Baja, Puerta Alta, Portal de Valencia y Arrabal).
- Église San Miguel.
- Église San Juan.
- Église Santo Domingo.
- Basílica de Santa María de los Sagrados Corporales.
- Fontaine des 20 caños.
- Mina de Daroca (es)
- Palacio de los Luna (Daroca) (es)

### Miracle de l'eucharistie
Daroca est également connue, des catholiques, pour son histoire du « miracle de l'eucharistie ».
Le Capellán D.Mateo Martínez, de Daroca, célébrait une messe durant laquelle il consacrait six hosties destinées à la communion des six capitaines de troupes : Don Jiménez Pérez, Don Fernando Sánchez, Don Pedro, Don Raimundo, Don Guillermo, et Don Simone Carroz. Une attaque imprévue de l'ennemi obligea à suspendre la messe. Le capellán cacha les hosties qui étaient déjà consacrées enveloppées dans le corporal dans un éboulis de la montagne.
Les catholiques refoulèrent l'attaque et furent victorieux. Le père Mateo retrouva les six hosties couvertes de sang et collées au corporal.
Le pape reconnut le « miracle de l'eucharistie » de Daroca comme véritable, au même titre que le furent des miracles de l'eucharistie dans d'autres villes.
Une église fut construite à Daroca, spécialement pour les « saints corporaux » (Sagrados Corporales).
Le miracle de Daroca est relaté depuis 1340.

## Événements
- Música Antigua Daroca : festival de musique ancienne (au mois d'août)[2].

## Personnalités
- Jean de la Huerta, sculpteur du XVe siècle actif en Bourgogne
- Pablo Bruna (1611-1679), organiste connu sous l'appellation el ciego de Daroca (l'aveugle de Daroca)[3].

## Jumelage
- Pouillon, Landes (France) depuis 1990[4].